# Gennargentu
Gennargentu (talijanski: Massiccio del Gennargentu) je stjenoviti planinski masiv, koji se proteže od sredine do jugoistoka otoka Sardinije, preko pokrajina Nuora i Ogliastre.

## Zemljopisne karakteristike
Na istoku je granica masiva pritoka rijeke Flumendose, a na sjeveru je to gornji tok rijeke Talora. Prema zapadu masiv završava velikim lancem planina, isprekidanim dubokim dolinama. Najviši vrh masiva je Punta La Marmora, lokalno zvan Perdas Crapias, od 1834 m .Kratka i vijugasta crta planinskih vrhova, završava na jugu vrhom Punta Florisa (1822 m) a na sjeveru vrhom Briccu Spina (1829 m). Masiv se razlikuje po geološkim karakteristikama tla, na zapadu se uzdižu paleozojski škriljavci između granitnih stijena, koje se šire do velikih formacija mezozojskih vapnenaca na istoku.
Po planinskim vrhovima proteže se pojas pašnjaka, padine su pokrivene bokorima šuma joha, hrasta i kestena. Šumarci lješnjaka protežu se u vrlo ograničenom prostoru, između Aritza i Belvìja. 

## Prirodna bogatska masiva i ekonomija
Masiv se koristi za sječu drvene građe i iskapanje ugljena, beru se kesteni i lješnjaci. Pašnjaci se koriste za uzgoj ovaca, od čijeg se mlijeka pravi poznati kvalitetni sir pecorino, koji se izvozi.Uz zapadne i sjeverne obronke masiva leže gradići; Fonni, Tonara, Desulo, Aritzo, Ovodda, Belvì i Tiana. 

## Galerija slika
- "rifugio Broncu Spina"
- Genna Orisa and Bruncu Spina II
- Supramonte of Orgosolo
- Punta Corrasi
- Punta Cusidore
- Punta Sos Nidos
- "Sa Panargia"
- Oliena
- Monte Spada
- Monte Fumai
- Arcu Atillai
- Bruncu Spina
- Monte Spada i Fonni

## Vanjske poveznice
- Gennargentu' na portalu Treccani (tal.)